# Mark Siebeck
Mark Siebeck (ur. 14 października 1975 roku w Schkeuditz, Niemcy) – niemiecki siatkarz, grający na pozycji przyjmującego, wielokrotny reprezentant Niemiec.
Syn Franka Siebecka lekkoatlety, płotkarza na 110 m, wielokrotnego mistrza NRD i olimpijczyka z Monachium w 1972, gdzie zajął 5. miejsce.
W latach 2002–2007 grał na parkietach Polskiej Ligi Siatkówki. Pierwsze cztery sezony spędził w barwach drużyny AZS Olsztyn, z którą dwukrotnie został wicemistrzem Polski i raz zdobył brązowy medal. Następnie przez jeden sezon grał w AZS Politechnice Warszawskiej.

## Sukcesy
- 1999 - mistrzostwo Niemiec z VfB Friedrichshafen
- 1999 - Puchar Niemiec z VfB Friedrichshafen
- 1999 – 3. miejsce w Pucharze Europy Mistrzów Krajowych z VfB Friedrichshafen
- 2000 - mistrzostwo Niemiec z VfB Friedrichshafen
- 2000 – 2. miejsce w Pucharze Europy Mistrzów Krajowych z VfB Friedrichshafen
- 2004 – wicemistrzostwo Polski z AZS Olsztyn
- 2005 – wicemistrzostwo Polski z AZS Olsztyn
- 2006 – 3. miejsce w mistrzostwach Polski z AZS Olsztyn
- 2008 - wicemistrzostw Turcji z Halkbankiem Ankara